# Rinns of Shurdimires

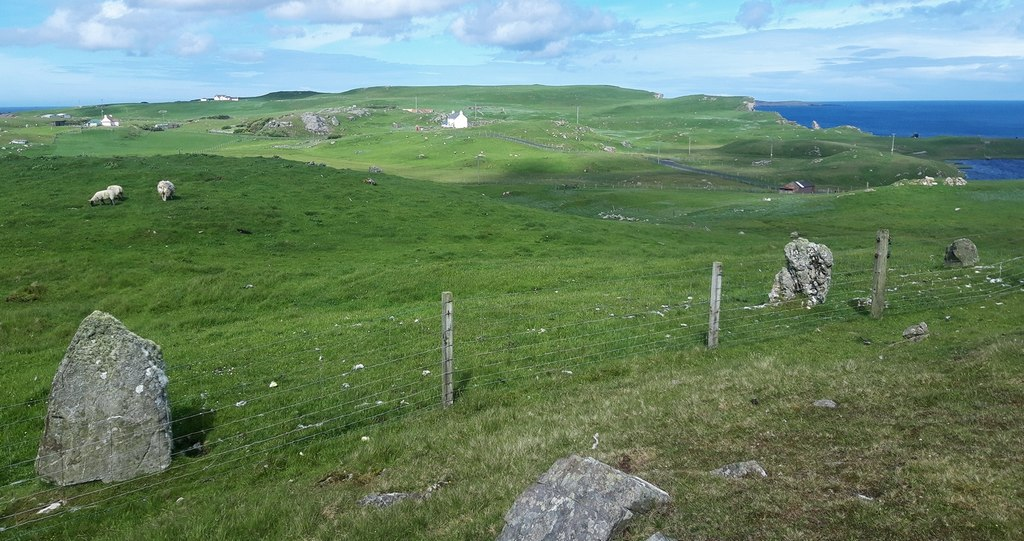
Die Rinns of Shurdimires

Die Rinns of Shurdimires sind eine Steinreihe in Crawton bei Sandness auf der Shetlandinsel Mainland in Schottland. Die Anlage ist seit 2012 als Scheduled Monument geschützt.

## Beschreibung
Die Rinns of Shurdimires befinden sich in einer Gegend mit Gehöften, Grabhügeln und Burnt Mounds, mit Blick auf die Insel Papa Stour im Nordwesten. Die etwa 17,0 m lange Steinreihe besteht aus drei rauen Menhiren (A, B und C) aus lokalem Gneis. Stein A liegt etwa 19,0 km südlich der Klippen von Eshaness.
- Stein A (der südlichste) misst 0,56 × 0,75 × 1,4 m
- Stein B misst 0,64 × 0,48 × 1,12 m
- Stein C (der nördlichste) misst 0,69 × 0,46 × 0,74 m.

In der Nähe liegen die Brochs of Brousta und Bay of Garth.